# Michałówka (rejon łucki)
Michałówka (ukr. Михайлівка) – wieś położona na Ukrainie, w rejonie łuckim, w obwodzie wołyńskim, liczy 69 mieszkańców.